# Giuseppe Farinelli
Giuseppe Farinelli, właśc. Giuseppe Francesco Finco (ur. 7 maja 1769 w Este, zm. 12 grudnia 1836 w Trieście) – włoski kompozytor.

## Życiorys
Podstawy edukacji muzycznej otrzymał w rodzinnym Este, następnie był uczniem Antonio Martinellego w Wenecji. Później studiował w Conservatorio della Pietà dei Turchini w Neapolu, gdzie jego nauczycielami byli Nicola Fago (harmonia), Nicola Sala (kontrapunkt) i Giacomo Tritto (kontrapunkt). Przyjaźnił się ze śpiewakiem Farinellim, na cześć którego przybrał swoje nazwisko. W 1808 roku zamieszkał w Wenecji, w latach 1810–1817 przebywał w Turynie. W 1817 roku osiadł w Trieście, gdzie był klawesynistą Teatro Grande in Trieste i kapelmistrzem katedry San Giusto.
Skomponował około 60 oper, które w swoim czasie cieszyły się wśród publiczności dużą popularnością, szybko jednak zostały przyćmione przez dzieła Gioacchino Rossiniego. Ponadto napisał 3 oratoria, 5 mszy, 2 Te Deum, 11 kantat.